# 警察庁刑事局
刑事局（けいじきょく）は、国家公安委員会の特別の機関である、警察庁の内部部局の一つ。刑事警察における施策を担当する。

## 役割
刑事局は警察庁の内部部局であり、政策的な役割を担い全国の刑事警察を指導統括する。しかし、「刑事」と名のつく部署ではあるが、現場の捜査執行は行わない。会議などで全国各地に出張したり、各都道府県警察本部の刑事部に捜査支援として出向することはあっても、現場執行官である警視庁などの刑事部員のように自ら実働捜査を行うことは無い。『浅見光彦』シリーズやのような一部の探偵ドラマなどでは局長および局員を刑事として扱っているが、上述の説明の通り、局長を含む刑事局員の者は刑事ではない。また、『広域警察』シリーズなどの一部の刑事ドラマでは捜査を行なう実働部隊としているが、上述のように実際の捜査は行なわない。
また、刑事局の内部部局には都道府県警察本部の刑事部に置かれているのと同名の「捜査第一課」「捜査第二課」が在るが、名称が同じなだけで、上述の説明にもあるように実際の捜査活動は行なわない。

## 組織
課および課長級分掌官の下の室・官は注記なき限り警察庁組織規則にて規定。
- 刑事企画課 
  - 刑事指導室
  - 情報分析支援室
  - 刑事総合研究官[3]
  - 犯罪情報分析官[3]
- 捜査第一課 
  - 検視指導室
  - 特殊事件捜査室
- 捜査第二課
  - 特殊詐欺対策室
- 捜査支援分析管理官（課長級）
- 犯罪鑑識官（課長級） 
  - 指紋鑑識官
  - 指紋鑑定指導官
  - DNA型鑑定指導官
  - 資料鑑定指導官[3]
  - DNA型鑑識官[3]
  - 資料鑑識官[3]

### 組織犯罪対策部
- 組織犯罪対策企画課
  - 犯罪収益移転防止対策室
  - 犯罪組織情報官
  - 国際連携対策官
  - 組織犯罪対策総合研究官[3]
- 暴力団対策課 
  - 暴力団排除対策官
- 薬物銃器対策課
  - 国際薬物・銃器犯罪組織捜査指導官
- 国際捜査管理官（課長級）
  - 国際組織犯罪対策官[3]

## 任務
警察法（昭和29年法律第162号）第23条に所掌事務が規定されている。
```
（刑事局の所掌事務）
第二十三条　刑事局においては、警察庁の所掌事務に関し、次に掲げる事務をつかさどる。
　一　刑事警察に関すること。
　二　犯罪鑑識に関すること。
　三　犯罪統計に関すること。
　四　暴力団対策に関すること。
　五　薬物及び銃器に関する犯罪の取締りに関すること。
　六　組織犯罪の取締りに関すること（他局の所掌に属するものを除く。）。
　七　犯罪による収益の移転防止に関すること。
　八　国際捜査共助に関すること。
　九　重大な犯罪を防止し、及びこれと戦う上での協力の強化に関する日本国政府とアメリカ合衆国政府との間の協定の実施に関する法律（平成二十六年法律第五十七号）第二条第一号に規定する合衆国連絡部局との連絡に関すること。
２　組織犯罪対策部においては、前項第一号に掲げる事務のうち次に掲げるもの及び同項第四号から第九号までに掲げる事務をつかさどる。
　一　国際的な犯罪捜査に関すること。
　二　国際刑事警察機構との連絡に関すること。
```

## 役職
- 局長（局務を統括する。階級は警視監）
- 部長（現在は組織犯罪対策部長1名。階級は警視監）
- 課長（各課の業務を総括する。階級は警視長）
- 管理官（所属長。上記参照。階級は警視長）
- 室長（ある特定の業務を統括する。警視長か警視正の者が就く）
- 理事官（それぞれの業務を指導・管理する。各課に置かれ、課の管制官たる役目を負う課長代理職。階級は警視正）
- 課長補佐（課長・理事官の下に位置する。階級は警視）
- 課付警視（警視の者が就く）
- 係長（警部の者が就く）
- 係長心得
- 検視官（鑑識警察の幹部で犯罪鑑識の指導を行う。階級は警視。同音異義語の「検死」業務とは無関係）

他に、課長級職がある（下記参照）。

## 権限
刑事局長は、全国刑事警察の中枢たる刑事局を統括する行政官である。刑事警察全体を俯瞰し、執行官（いわゆる刑事警察官）を指導する。国会において政府参考人として答弁する職務もある。
全国の刑事警察行政の責任者で、キャリアの指定席である。

## 長官官房審議官（刑事局担当）との関係
警察庁を含む中央省庁においては、局長を補佐する職の設置の仕方として、直接その局に正規の次長を置く場合と、大臣官房（長官官房）に審議官または参事官と呼ばれる役職者を複数置いていずれか一つの局の職務を担当させる場合（事実上の次長）という二つの方式がある。戦後しばらくは前者が主流であったが、現在では後者の方式が圧倒的に多い。それは、前者の場合は次長の設置・担当職務が各局に固定されていて改廃の際には政令改正を行わなければならないなど柔軟性を欠くのに対し、後者の場合は審議官・参事官の人数は政令で定めるもののそれぞれがどの局を担当するかは内部の異動辞令だけで済むため、行政需要に即応しやすいとの利点がある。また、局長に準ずる事実上の「局次長職」を官房審議官とすることで縦割りの障壁の軽減を図っているという形式的・対外的な意義もある。警察庁長官官房審議官（刑事局担当）の階級は局長と同じ警視監であり、そのような意味から事実上の刑事局次長相当職である。